# Akaniaceae
Die Akaniaceae sind mit zwei monotypischen Gattungen eine kleine Pflanzenfamilie in der Ordnung der Kreuzblütlerartigen (Brassicales).

## Beschreibung

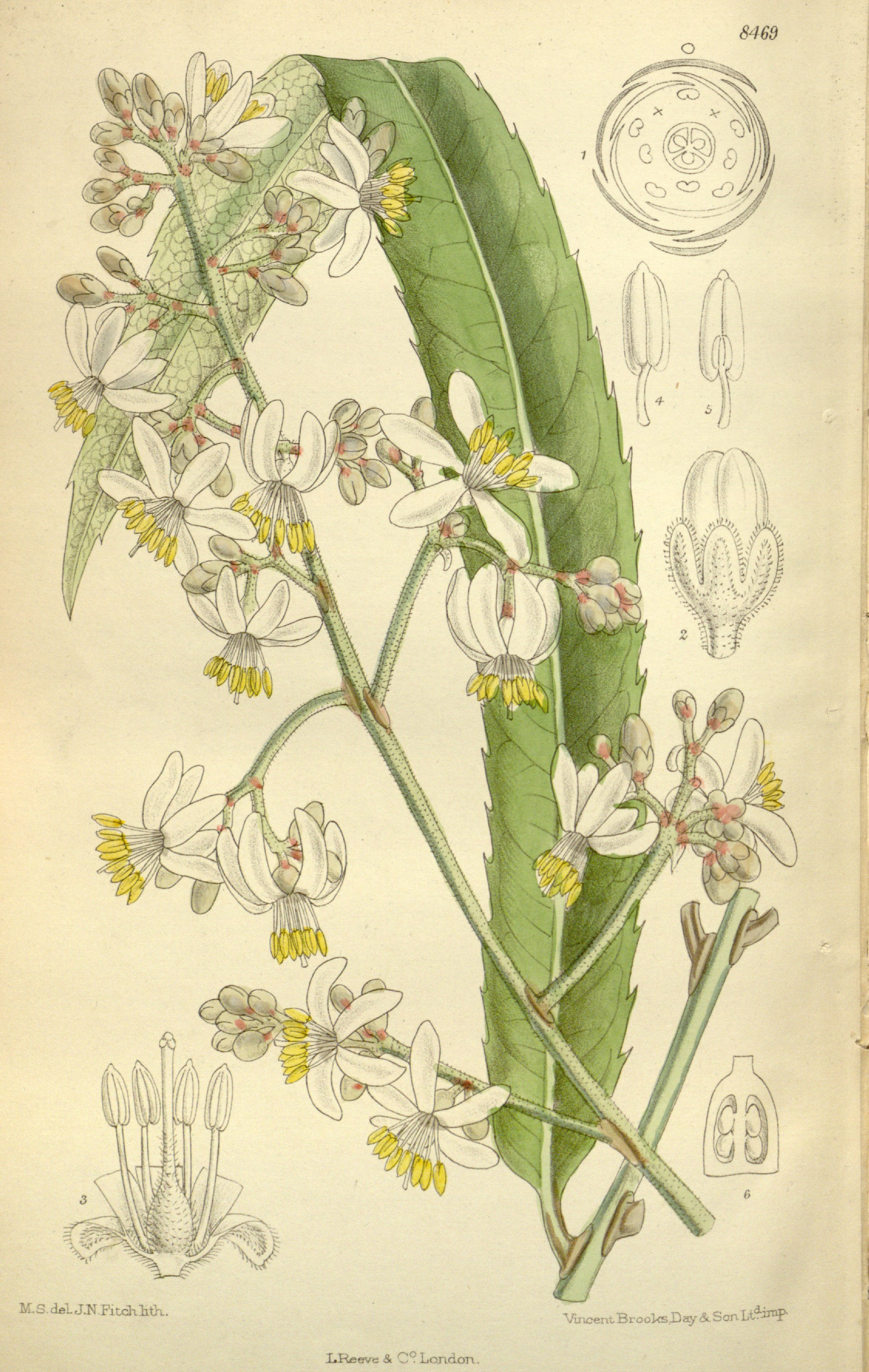
Illustration von Akania bidwillii

### Vegetative Merkmale
Die beiden Arten der Familie Akaniaceae wachsen als laubwerfende (Bretschneidera) oder immergrüne Bäume. Die jungen Sprossachsen haben separierte Leitbündel. Die wechselständigen Laubblätter sind unpaarig gefiedert mit gezähnten oder ganzrandigen Fiederblättchen.

### Generative Merkmale
Die leicht zygomorphen oder radiärsymmetrischen Blüten sind fünfzählig mit doppelter Blütenhülle. Die fünf Kelchblätter sind mehr oder weniger verwachsen. Die fünf Kronblätter sind gedreht oder nicht. Das Androeceum besteht Akania aus ein oder zwei Kreisen mit je vier oder fünf fertilen Staubblättern oder bei Bretschneidera aus acht fertilen Staubblättern. Der Pollen ist colpat. Pro Fruchtblatt gibt es zwei apikale, hängende (bei Bretschneidera campylotrope) Samenanlagen mit bistomaler Mikropyle. Die Narbe ist klein und dreilappig.
Die loculicidalen Kapselfrüchte öffnen sich bei Reife. Die Samenschale (Testa) ist dick mit dickwandigen Zellen. Das Endosperm kann vorhanden sein. Die Keimblätter (Kotyledonen) sind groß.
Die Chromosomengrundzahl beträgt x=9, beide Gattungen sind dipoid mit 2n = 18.

## Verbreitung
Bretschneidera sinensis ist im südöstlichen China, dem angrenzenden Vietnam sowie auf Taiwan und Akania bidwillii ist in den Regenwäldern Australiens heimisch.

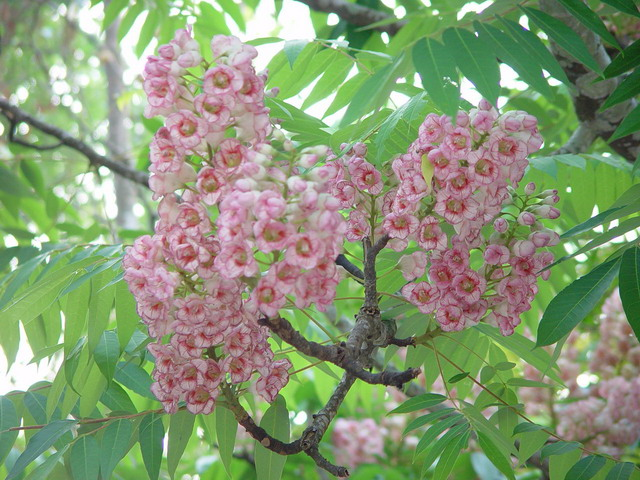
Bretschneidera sinensis

## Systematik
Die Familie Akaniaceae wurde 1912 durch Otto Stapf in Bulletin of Miscellaneous Information Kew, S. 380 aufgestellt. Die Familie Akaniaceae bildet zusammen mit der Familie Tropaeolaceae die basale Gruppe innerhalb der Ordnung Brassicales.
Die Familie Akaniaceae s. l. besteht aus zwei monotypischen Gattungen:
- Akania Hook. f.: Mit der einzigen Art:
  - Akania bidwillii (Hend. ex Hogg) Mabb. (Syn.: Akania hillii Hook. f., Akania lucens Airy Shaw): Mit radiärsymmetrischen Blüten und Endosperm, aber möglicherweise ohne Myrosin-Zellen. Sie kommt vom südöstlichen Queensland bis zum nordöstlichen New South Wales vor.[2]
- Bretschneidera Hemsl.: Mit der einzigen Art:
  - Bretschneidera sinensis Hemsl. (Syn.: Bretschneidera yunshanensis Chun & F.C. How): Mit leicht zygomorphen Blüten. Sie kommt vom östlichen Himalaja bis ins südliche China, Taiwan, Thailand und Vietnam vor.[2]

Es war strittig, ob die beiden Arten als eine Familie geführt werden sollen, oder getrennt als zwei Familien, nach dieser Sichtweise bildet Bretschneidera sinensis alleine die Familie Bretschneideraceae Engler & Gilg, und Akania bidwillii alleine die Akaniaceae Stapf s. str.

## Stammesgeschichte
Fossilnachweise von Vertretern der Akaniaceae reichen bis in das Paläogen zurück und stammen bisher sämtlich aus Patagonien in  Südamerika. Die ältesten Funde in Form von Blattresten gehören der Salamanca-Formation an und sind rund 64 Millionen Jahre alt, was dem Paläozän entspricht. Etwas jüngere Funde konnten unter anderem in der Ventana-Formation nachgewiesen werden, die in das Untere Eozän vor 52 bis 47 Millionen Jahren datiert; auch hier handelt es sich um Blätter. Bedeutend sind auch Funde von fossilisierten Hölzern aus der Santa-Cruz-Formation des Unteren Miozäns vor 16 bis 18 Millionen Jahren. Die fossilen Belege aus Südamerika erweitern das bekannte Verbreitungsgebiet der Familie beträchtlich. Sie bestätigen darüber hinaus die biogeographischen Verbindungen von Südamerika, Australien und Antarktika während des Paläogens.